# Шлаубетал
Шлаубетал (њем. Schlaubetal) општина је у њемачкој савезној држави Бранденбург. Једно је од 38 општинских средишта округа Одер-Шпре. Према процјени из 2010. у општини је живјело 1.963 становника. Посједује регионалну шифру (AGS) 12067438.

## Географски и демографски подаци
Шлаубетал се налази у савезној држави Бранденбург у округу Одер-Шпре. Општина се налази на надморској висини од 118 метара. Површина општине износи 52,4 km². У самом мјесту је, према процјени из 2010. године, живјело 1.963 становника. Просјечна густина становништва износи 37 становника/km².